# Decimus Terentius Scaurianus
Decimus Terentius Scaurianus est un sénateur romain du IIe siècle, consul suffect probablement en 104 et légat ou gouverneur impérial de Dacie en 109, peut-être de 106 à 110 environ.

## Biographie
Fils de Terentius Maximus.
Il est consul suffect, probablement en 104. Il accompagne peut-être l'empereur lors de la deuxième campagne dacique en 105 et 106.
La province de Dacie romaine est créée en l’an 106 après l'annexion du royaume de Décébale à la suite des guerres daciques de Trajan. La capitale est la ville nouvellement fondée de Colonia Ulpia Traiana Augusta Sarmizegetusa Dacica, probablement à l’emplacement d’un ancien camp militaire de Trajan, qui n'est donc pas l'ancienne capitale dace. Elle est très rapidement reliée à Apulum et Porolissum, qui deviennent des villes de garnison romaine. Ces travaux commencent sous l'égide du premier gouverneur.
Decimus Terentius Scaurianus est probablement celui-ci. Il est en Dacie en l'an 109. Certaines hypothèses mettent un certain Iulius Sabinus comme premier gouverneur, précédant Terentius Scaurianus. D'autres auteurs placent Iulius Sabinus en Mésie supérieure et bien Terentius Scaurianus en Dacie.
Selon une inscription, Terentius Scaurianus est responsable de la fondation de Ulpia Traiana Sarmizegetusa, soit en 106/107, soit en 108/109.
Il maria Pompeia Marullina, sœur de Pompeia Plotina, et fut le père de Decimus Terentius Gentianus.